# Замок Фогарті
Замок Фогарті (англ. Castle Fogarty) — один із замків Ірландії, розташований в графстві Тіпперері, біля селища Тарлі. Нині лежить в руїнах. Замок був резиденцією вождів клану О'Фогарті.
Льюїс писав, що замок Фогарті був «найдавнішим місцем проживання вождів клану О'Фогарті, від якого походить нинішній власник замку Дж. Ланіган». Він описує цю споруду як «квадратний замок з витягнутими вежами». Це була резиденція родини Леніган у XVIII—XIX століттях. Ця родина походить від графів Портарлінгтон — основна лінія цих графів вимерла в середині ХІХ століття.
У 1788 році Джеймс О'Фогарті помер бездітним і його сестра Елізабет, що одружилася з Вільямом Леніганом з Цоара (графство Кілкенні), успадкувала маєток та замок
. У момент оцінювання Гріффіта майно Джеймса Ленігана знаходилося в парафіях Баллікахілл та Мояліфф, у баронсті Кілнаманах Уппер. У 1870-х роках Джеймс Леніган володів 1604 акрами землі в графстві Тіпперері. Пенелопа Елізабет Марі Леніган — дочка Джеймса Ленігана, покинула маєток і передала його двоюрідному брату — Джону Вільяму Раяну — сину Джона Деніса Райана з родини Інч та його дружини Анни Елізабет Леніган. Джон Вівіан Райан прийняв додаткове ім'я Леніган в 1878 році.
Слейтер писав, що замок був резиденцією капітана Вільяма Райана-Ланігана в 1894 році. 1922 року замок згорів під час боїв війни за незалежність Ірландії. Після цього він лежить в руїнах.
Нинішня споруда замку Фогарті побудована в 1800 році на місці більш давнього замку. До цього там був замок збудований в стилі короля Георга, а до цього ще більш давня споруда. Замок являє собою L-подібну споруду з баштою в стилі псевдоготики (неоготики), що було популярним в ХІХ столітті в часи так званого «готичного відродження». Біля замку були господарські споруди. Фронтальний східний вхідний блок складається з триповерхових квадратних споруд, що виступають вперед баштами. Є центральна триповерхова башта, що була збудована 1840 року. Стіни мають опорні елементи. Зберігся герб з девізом ірландською мовою на одній з веж. Ворота з вапняку та сталі, прикрашені.
Замок Фогарті — типовий замок «Готичного Відродження», наповнений вежами та баштами. Спостерігається вплив кількох періодів будівництва та реконструкції колишнього давнього будинку. Це естетична будівля з гарною деталізацією. Нині замок перетворився на повну руїну.
Назва ірландського клану Фоґарті є англоїзованою формою ірландської назви клану О'Фогарха. Префікс «O» означає «нащадок або син». «Фогарха» означає «засланий» або «поза законом». Клан О'Фогарха згадується в «Анналах Ольстера» в записах за 1072 рік, як «Королі Елі» (до англо-норманського вторгнення і Ірландію). Також слово «Фогархахт» може бути перекладено як «шумно».
Фогарті віддали своє ім'я баронству Еліогарті в графстві Тіпперері, через англійську фонетичну орфографію «Ейлі Ві Фогараті». Вождь клану жив колись у замку Еліогарті. Це баронство розташоване між горами Слівердах на південному сході та горами Слів Блум на півночі, а також горами Слівермайн та Сліве Фелім. Хоча Фогарті все ще є досить відомим кланом у графстві Тіпперері, стародавній замок Клан, а також новий замок Фогарті, більше не перебувають в руках цього клану.
Девіз клану О'Фоґарті: «Fleadh agus Failte» — «Флед агус Файлте» — «Ласкаво просимо на бенкет».
Герб вождів клану О'Фоґарті: «На блакитному фоні два золоті леви, що тримають золотий сніп пшениці, сріблястий півмісяць, ірландська арфа».
Вважається, що до клану О'Фогарті належав верховний король Ірландії Ніалл Фогартах, що був вбитий в 719 році.